# فرنسيسكو غاريدو بينيا
فرنسيسكو غاريدو بينيا (بالإسبانية: Francisco Garrido Peña)‏ هو كاتب وسياسي إسباني، ولد في 25 مارس 1958 في إشبيلية في إسبانيا. حزبياً، نشط في Confederation of the Greens ‏. وقد انتخب عضو مجلس النواب الإسباني ‏.